# Erysimum capitatum
Erysimum capitatum là một loài thực vật có hoa trong họ Cải. Loài này được (Douglas) Greene mô tả khoa học đầu tiên năm 1891.